# Express Air
Express Air, volledige naam Travel Express Air Aviation PT en oorspronkelijk Xpress Air genoemd, is een private Indonesische luchtvaartmaatschappij met haar thuisbasis in Makassar. Express Air werd opgericht op 26 juni 2003 en richt zich op binnenlandse vluchten.

## Diensten
Express Air voert lijnvluchten uit naar (2008):
- Ambon - luchthaven Pattimura
- Babo - luchthaven Babo
- Bima - luchthaven Bima
- Buli - luchthaven Buli
- Denpasar - luchthaven Ngurah Rai
- Dobo - luchthaven Dobo
- Fakfak - luchthaven Fakfak
- Galela - luchthaven Galela
- Gebe - luchthaven Gebe
- Gorontalo - luchthaven Jalaluddin
- Jakarta - internationale luchthaven Soekarno-Hatta - secundaire hub
- Jayapura/Sentani - luchthaven Sentani
- Kaimana - luchthaven Kaimana
- Kao - luchthaven Kao
- Labuan Bajo - luchthaven Komodo
- Labuha - luchthaven Labuha
- Langgur - luchthaven Dumatubin
- Luwuk - luchthaven Luwuk
- Makassar - luchthaven Sultan Hasanuddin - primaire hub
- Malang - luchthaven Abdul Rachman Saleh
- Mamuju - luchthaven Mamuju
- Manado - luchthaven Sam Ratulangi
- Manokwari - luchthaven Manokwari
- Mataram - luchthaven Selaparang
- Morotai - luchthaven Morotai
- Nabire - luchthaven Nabire
- Sanana - luchthaven Sanana
- Saumlaki - luchthaven Saumlaki
- Sorong - luchthaven Sorong
- Sumbawa Besar - luchthaven Brangbiji
- Surabaya - luchthaven Juanda
- Tanah Merah - luchthaven Tanah Merah
- Kota Ternate - luchthaven Babullah
- Waingapu - luchthaven Mau Hau
- Wamena - luchthaven Wamena
- Yogyakarta - luchthaven Adisucipto

## Vloot
De vloot van Express Air bestaat uit (juli 2016):
- 2 Boeing 737-200
- 4 Boeing 737-300
- 6 Dornier 328